# Crans-Montana
Crans-Montana é uma comuna da Suíça, situada no distrito de Sierre, no cantão de Valais. Tem 59,66 km² de área e sua população em 2018 foi estimada em 10.447 habitantes.
Foi criada em 1 de janeiro de 2017, a partir da fusão das antigas comunas de Chermignon, Mollens, Montana e Randogne.